# 亨丽埃特·维克
亨丽埃特·维克（挪威語：Henriette Viker，1973年8月5日—），挪威女子足球运动员，所属俱乐部为Asker。她曾代表挪威国家队参加1999年国际足联女子世界杯，结果队伍获得第四名。